# Sainte-Marie-sur-Ouche
Sainte-Marie-sur-Ouche és un municipi francès, situat al departament de la Costa d'Or i a la regió de Borgonya - Franc Comtat. L'any 2007 tenia 634 habitants.

## Demografia

### Població
El 2007 la població de fet de Sainte-Marie-sur-Ouche era de 634 persones. Hi havia 249 famílies, de les quals 53 eren unipersonals (24 homes vivint sols i 29 dones vivint soles), 90 parelles sense fills, 86 parelles amb fills i 20 famílies monoparentals amb fills.
La població ha evolucionat segons el següent gràfic:
Habitants censats

### Habitatges
El 2007 hi havia 301 habitatges, 255 eren l'habitatge principal de la família, 20 eren segones residències i 27 estaven desocupats. 277 eren cases i 23 eren apartaments. Dels 255 habitatges principals, 207 estaven ocupats pels seus propietaris, 41 estaven llogats i ocupats pels llogaters i 7 estaven cedits a títol gratuït; 1 tenia una cambra, 12 en tenien dues, 41 en tenien tres, 58 en tenien quatre i 143 en tenien cinc o més. 200 habitatges disposaven pel capbaix d'una plaça de pàrquing. A 99 habitatges hi havia un automòbil i a 135 n'hi havia dos o més.

### Piràmide de població
La piràmide de població per edats i sexe el 2009 era:
| Homes | Edats   | Dones |
| ----- | ------- | ----- |
| 0     | 95 o +  | 0     |
| 0     | 90 a 94 | 4     |
| 0     | 85 a 89 | 12    |
| 4     | 80 a 84 | 0     |
| 16    | 75 a 79 | 4     |
| 0     | 70 a 74 | 12    |
| 16    | 65 a 69 | 12    |
| 4     | 60 a 64 | 16    |
| 12    | 55 a 59 | 4     |
| 24    | 50 a 54 | 8     |
| 20    | 45 a 49 | 24    |
| 28    | 40 a 44 | 36    |
| 32    | 35 a 39 | 40    |
| 28    | 30 a 34 | 24    |
| 20    | 25 a 29 | 20    |
| 12    | 20 a 24 | 4     |
| 28    | 15 a 19 | 20    |
| 28    | 10 a 14 | 32    |
| 16    | 5 a 9   | 16    |
| 24    | 0 a 4   | 16    |

## Economia
El 2007 la població en edat de treballar era de 430 persones, 336 eren actives i 94 eren inactives. De les 336 persones actives 321 estaven ocupades (168 homes i 153 dones) i 15 estaven aturades (7 homes i 8 dones). De les 94 persones inactives 38 estaven jubilades, 33 estaven estudiant i 23 estaven classificades com a «altres inactius».

### Ingressos
El 2009 a Sainte-Marie-sur-Ouche hi havia 251 unitats fiscals que integraven 624,5 persones, la mediana anual d'ingressos fiscals per persona era de 22.001 €.

### Activitats econòmiques
Dels 38 establiments que hi havia el 2007, 1 era d'una empresa extractiva, 1 d'una empresa alimentària, 2 d'empreses de fabricació de material elèctric, 2 d'empreses de fabricació d'altres productes industrials, 10 d'empreses de construcció, 5 d'empreses de comerç i reparació d'automòbils, 2 d'empreses de transport, 4 d'empreses d'hostatgeria i restauració, 1 d'una empresa financera, 1 d'una empresa immobiliària, 5 d'empreses de serveis, 3 d'entitats de l'administració pública i 1 d'una empresa classificada com a «altres activitats de serveis».
Dels 10 establiments de servei als particulars que hi havia el 2009, 1 era una oficina de correu, 1 guixaire pintor, 1 fusteria, 3 lampisteries, 2 electricistes, 1 empresa de construcció i 1 restaurant.
L'únic establiment comercial que hi havia el 2009 era una fleca.
L'any 2000 a Sainte-Marie-sur-Ouche hi havia 5 explotacions agrícoles.

## Equipaments sanitaris i escolars
El 2009 hi havia 1 farmàcia i 1 ambulància.
El 2009 hi havia 1 escola maternal i 1 escola elemental.

## Poblacions més properes
El següent diagrama mostra les poblacions més properes.